# Huellas de Acahualinca

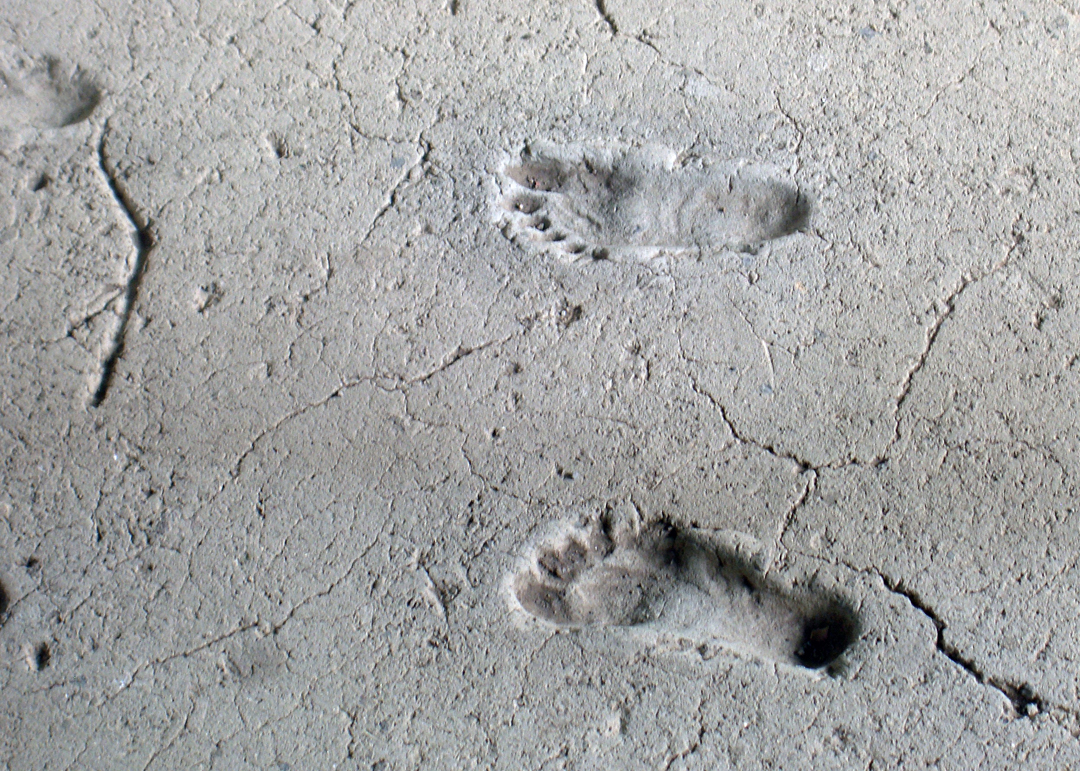
Huellas de Acahualinca.

Las huellas de Acahualinca (entre el 232 y el 8 a. C.) se encuentran en Managua (Nicaragua), cerca de la ribera sur del lago Managua (o lago Xolotlán) en una zona llamada El Cauce.
Son huellas fósiles del periodo Holoceno tardío que fueron hechas por pobladores de la zona en la ceniza y el fango volcánicos que solidificaron hace 2120 años (±120), poco después de que un grupo de quince individuos pasaran por allí.
Las huellas de Acahualinca son una de las evidencias más antigua de existencia humana prehistórica en Nicaragua.
Se afirma a veces que la gente que dejó sus huellas en el lugar corría para escaparse de una explosión volcánica, pero la distancia entre las huellas indica que pasaron caminando.
También se encuentran huellas fosilizadas de varios animales, pero dado que se entrecruzan con las de los humanos, se sabe que no viajaban con estos.

## Análisis científico de las Huellas
Las huellas fueron descubiertas accidentalmente en 1874 por los obreros de una construcción aledaña. El doctor estadounidense y coleccionista de objetos arqueológicos Earl Flint llamó la atención de la comunidad científica internacional y los medios en 1884.
El Instituto Carnegie de Washington inició las primeras excavaciones y el análisis científico por el arqueólogo estadounidense Francis B. Richardson en 1941, por el geólogo Howell Williams de la Universidad de California en 1942 y levantó un museo y una edificación para proteger las huellas.
La labor fue continuada por Joaquín Matilló, Alan L. Bryan y Jorge Espinoza en los años 60 y 70. Alan L. Bryan, de la Universidad de Alberta fechó la arena situada directamente bajo las huellas mediante datación por radiocarbono a 6000 años de antigüedad, con un margen de error de 145 años.
Basándose en esa fecha, estimó que las huellas habían sido grabadas en el 3000 a. C.. Sin embargo, dataciones posteriores de los depósitos volcánicos conocidos como la «triple capa Masaya», en los que se grabaron las huellas, demostraron que estas tienen solamente 2120 años (± 120) de antigüedad (entre el 232 y el 8 a. C.).
En 1978, el investigador nicaragüense Jorge Espinoza continuó excavando cerca del límite de la excavación original, descubriendo más huellas a una profundidad de cuatro metros.
Se piensa que las huellas continúan más adelante.
Muestras de estas huellas pueden apreciarse en el Museo Peabody de Arqueología y Etnología (en la Universidad de Harvard) y en el Museo Nacional de Estados Unidos.

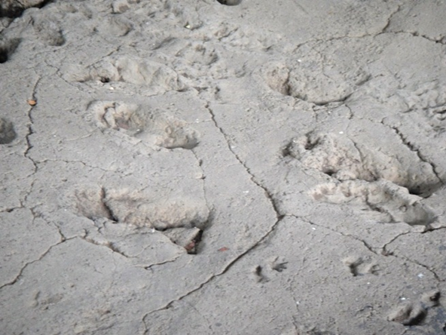
Huellas humanas y de animales.

## Las huellas
El lago de Managua fue una importante fuente en la supervivencia del Hombre de Acahualinca. En sus riberas se podía cazar algunos animales como aves, venados y mapaches, los cuales también dejaron impresas sus pisadas sobre el lodo volcánico. (Información del Museo).
Los arqueólogos sugieren que en esa época, la mayoría de las sociedades que vivían en Centroamérica se dedicaban a la caza-recolección para su sustento, por medio de plantas y frutos, complementándolo de caza y pesca.

## Museo de Acahualinca

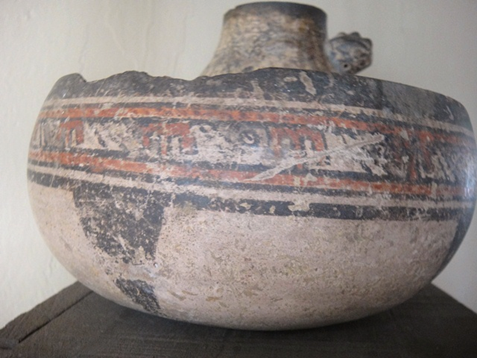
Recipiente de cerámica policromada. Museo Sitio Huellas de Acahualinca.

El "Museo Sitio Huellas de Acahualinca" está situado al oeste de Managua, en la localidad homónima de Acahualinca. El museo fue fundado en 1953 por la científica Nicaragüense Leonor Martínez. Posteriormente, en 1989, fue rescatado, reconstruido y acondicionado con el apoyo de “ASDI” y el Museo Histórico de Suecia. Además de las huellas, el museo presenta una pequeña colección de cerámica y otros artículos de interés arqueológico de varios sitios en Nicaragua. Anteriormente hubo herramientas líticas y un cráneo de León Viejo.
El Museo tiene excelentes guías con amplios conocimientos del sitio y las necesidades del mismo, quienes proporcionaron relevante información de este importante yacimiento arqueológico.

## Acahualinca, un tesoro mal tratado
No hay apoyo estatal para hacer propaganda del predio que guarda este tesoro. El entorno no está acondicionado y el edificio ya es inseguro por su antigüedad; de las casas vecinas derraman aguas y por fisuras inundan el área, la humedad amenaza el material de las huellas, aunque en una ocasión un empleado del Ministerio de Cultura opinó que no hay riesgo para el manto de las pisadas.
El martes 2 de junio de 2015 las huellas fueron víctimas de las fuertes lluvias al caer unos de los muros principales del museo donde están ubicadas, aún no se han realizado gestiones para remover los escombros
También fueron víctimas de los terremotos de abril de 2014 de 6.2, 6.5 hasta 6.9 grados en la escala de Richter.
Entre estos terremotos y las lluvias del 2015 después de 2 años de casi una sequía extrema, las huellas de acahualinca no han recibido mantenimiento óptimo ni correctivo ni preventivo debido a la inexistencia de presupuesto del Gobierno al Estado de la ciudad para conservar patrimonios históricos del país.
Actualmente, el museo está cerrado a causa de los daños que sufrió por las lluvias fuertes.